# Векірчик Кузьма Миколайович
Кузьма Миколайович Векірчик (15 вересня 1929, — 3 листопада 2009) — мікробіолог, фізіолог рослин.

## Біографія
Народився Кузьма Векірчик 15 вересня 1929 року в селі Задубрівці, Снятинського району, Івано-Франківської області. Був учасником ІІ Світової війни. Після завершення війни повернувся у Задубрівську семирічну школу, яку закінчив у 1947 р. з похвальною грамотою. У важкі повоєнні роки відмінника-випускника школи залучали до навчання грамоті односельчан. Далі Кузьма Векірчик стає студентом Снятинського сільськогосподарського технікуму, який закінчив із відзнакою у 1952 р. та вступив на біологічний факультет Чернівецького університету, який  закінчив з відзнакою у 1957 р. за спеціальністю фізіологія рослин. Після навчання був скерований на посаду вчителя біології і хімії в середню школу села Зелена Кельменецького району Чернівецької області, на якій працював з 1957 до 1959 рр. У 1959 р. К. М. Векірчик продовжує своє наукове зростання, вступаючи до аспірантури на кафедру фізіології рослин і мікробіології Чернівецького університету. Молодий науковець займається дослідженням позакореневого підживлення рослин мікроелементами під керівництвом відомого українського вченого-професора Г.X.Молотковського.

## Професійна діяльність
1962-1965 — викладач, старший викладач Уманського педагогічного інституту.
1965 — здобув звання кандидата біологічних наук (дисертаційна робота «Вплив позакореневого підживлення мікроелементами на фізіолого-біохімічні процеси, ріст, розвиток і урожай капусти»).
1965-1967 — старший викладач, виконувач обов'язків доцента Івано-Франківського педагогічного інституту.
1967 — працює на посаді старшого викладача в Кременецькому педагогічному інституті.
1968 — доцент кафедри ботаніки Кременецького педагогічного інституту.
1969 — доцент кафедри ботаніки Тернопільського педагогічного інституту (після перебазування Кременецького педінституту до м. Тернополя).
1987 — професор кафедри ботаніки Тернопільського педінституту (нині Тернопільський національний педагогічний університет імені Володимира Гнатюка).
1991 — здобув звання професора кафедри ботаніки Тернопільського державного педагогічного інституту.

## Наукова діяльність
Векірчик Кузьма Миколайович вивчав вплив мікроелементів і біологічно активних речовин на симбіотичну фіксацію азоту з атмосфери, ріст, розвиток і продуктивність бобових рослин.
1997 започаткував публікацію серії статей про відомих педагогів вищих навчальних закладів Тернополя, зокрема у журналі «Освітянин» і щорічнику «Тернопілля». Автор понад 360 наукових, навчально-методичних і науково-популярних публікацій.

## Доробок
- Мікробіологія : підручник. Київ, 1973;
- Мікробіологія : лабораторні роботи. Київ, 1976;
- Фізіологія рослин: практикум : навч. посібник. Київ, 1984;
- Мікробіологія з основами вірусології : підручник. Київ, 1987;
- Отруйні лікарські рослини : довідник-посібник. Тернопіль, 1999;
- Мікробіологія з основами вірусології : підручник. Київ, 2001;
- Практикум з мікробіології : навч. посібник. Київ, 2001.